# Chitek Lake Anishinaabe Provincial Park
Der Chitek Lake Anishinaabe Provincial Park ist ein rund 1003 km² großer Provinzpark in der kanadischen Provinz Manitoba. Der Indigenous Traditional Use Park liegt im südwestlichen Zentrum der Provinz. Er ist der einzige Park in der Provinz der dieser Klasse zugeordnet ist. Der Hauptzweck eines solchen Parks ist die Erhaltung von Land, das traditionell von First Nations (hier Gruppen der Anishinabe) genutzt wurde und für diese von natürlicher oder kultureller Bedeutung ist.

## Anlage
Der Park liegt am südwestlichen Rand des Kanadischen Schildes, im westlichen Bereich der nur dünn besiedelten Northern Region und am östlichen Ufer des Lake Winnipegosis. Der Park umschließt neben dem Ufergebiet sowie einigen kleineren Inseln im Lake Winnipegosis dabei im Wesentlichen das Gebiet um den namensgebenden Chitek Lake. Der Park liegt etwa 320 km Luftlinie nordnordwestlich von Winnipeg.
Westlich des Parks liegt, auf der gleichnamigen Insel, der Birch Island Provincial Park.

## Geschichte
Der Park wurde im Jahr 2014 eingerichtet und ist damit einer der jüngsten der Provincial Parks in Manitoba.

## Flora und Fauna
Das Gebiet war während der letzten Kaltzeit bis vor etwa 10.000 Jahren von Eis bedeckt. Deren Gletscher haben die Landschaft geprägt und wirken noch heute durch die postglaziale Landhebung nach. Durch das Abschmelzen entstand dann der heute verschwundene Agassizsee, der auch die Landschaft im Park sowie die zahlreichen Seen hier prägt.
Verschiedene Laub- und Nadelbäume die für diesen Bereich des Borealen Schildes typisch sind, wie Banks-Kiefer („jack pine“), Schwarz-Fichte und  Weiß-Fichte aber auch Zitterpappel und Seidiger Hartriegel finden sich im Park. Unter den gesichteten Tieren sind Reiher und Ohrenscharben.